# Ray Abruzzo
Raymond Peter Abruzzo (n. 12 de agosto de 1954) es un actor estadounidense de ascendencia italiana, destacado por su participación en televisión.
Ha tenido papeles habituales en series como Dynasty (como el sargento John Zorelli), The Practice (como el detective Michael McGuire) y Los Soprano (como "Little" Carmine Lupertazzi).
Falcon Crest, Murder, She Wrote, L.A. Law, Night Court, NYPD Blue, Lois and Clark, Law & Order, The Nanny y CSI: NY son otras de las series de TV en las que ha aparecido. 
Sus cuatro abuelos emigraron desde Sicilia, Italia. Sus abuelos paternos eran de la ciudad de Sciacca y sus abuelos maternos de Palermo.